# Тибьюрон (Калифорния)
Тибьюрон (англ. Tiburon) — город в округе Марин, штат Калифорния. По переписи населения 2021 года население Тибьюрона — 9052 человека. Название города происходит от испанского слова «tiburon», что означает «акула». Тибьюрон был инкорпорирован в 1964 году.

## Географическое положение
Город расположен на полуострове Тибьюрон в заливе Сан-Франциско к северу от Сан-Франциско. Связан паромным сообщением с центром города Сан-Франциско, также дорогами 101 и 131.

## Население
| Год переписи | Нас. |  | %±    |
| ------------ | ---- |  | ----- |
| 1970         | 6209 |  | —     |
| 1980         | 6685 |  | 7,7%  |
| 1990         | 7532 |  | 12,7% |
| 2000         | 8666 |  | 15,1% |
| 2010         | 8962 |  | 3,4%  |
| 2020         | 9146 |  | 2,1%  |

В 2020 году в городе проживало 9146 человек, насчитывалось 3515 домашних хозяйств. Население Тибьюрона по возрастному диапазону распределилось следующим образом: 20,7 % — жители младше 18 лет, 55,9 % — от 18 до 65 лет и 23,4 % — в возрасте 65 лет и старше. Расовый состав: белые — 81,8 %, афроамериканцы — 0,2 %, азиаты — 7,4 %, коренные американцы — 0,3 % и представители двух и более рас — 9,1 %. Высшее образование имели 77,6 %.
В 2020 году медианный доход на домашнее хозяйство оценивался в 192 292 $. 1,3 % от всей численности населения находилось на момент переписи за чертой бедности.